# Siechentor

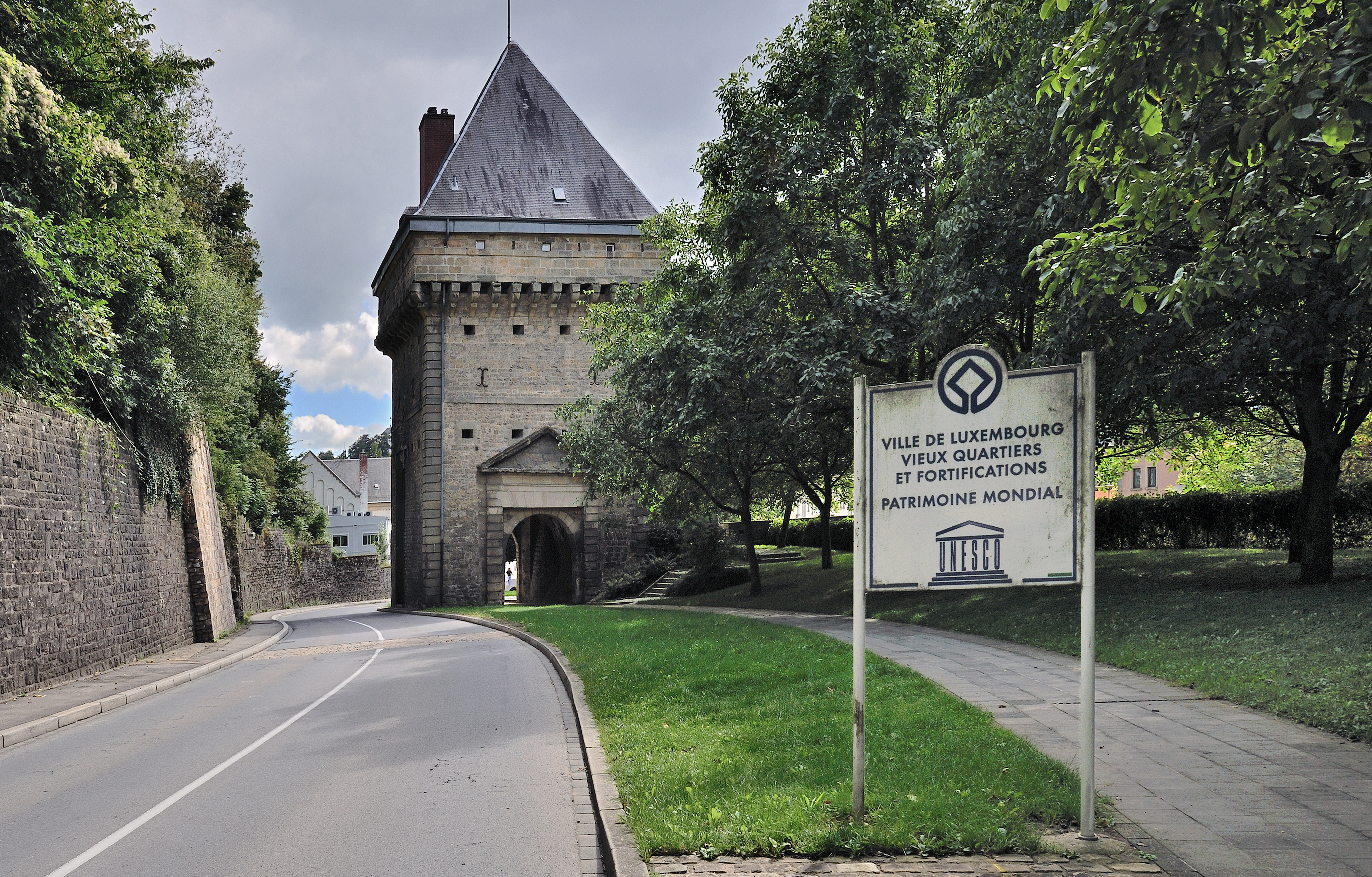
Siechentor

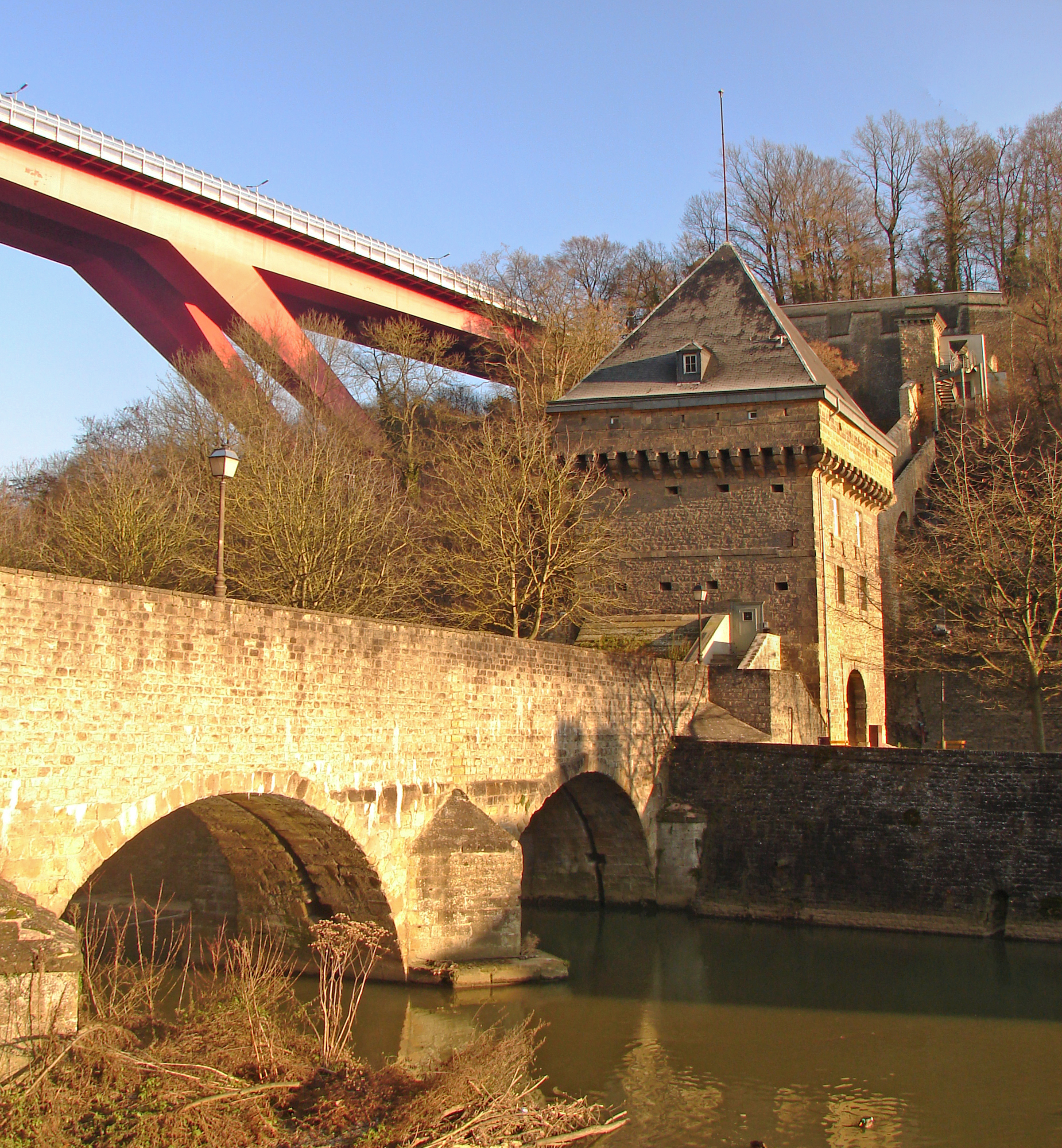
Das Siechentor mit einem Teil der Brücke „Béinchen“. Im Hintergrund die „rote Brücke“ (Großherzogin-Charlotte-Brücke)

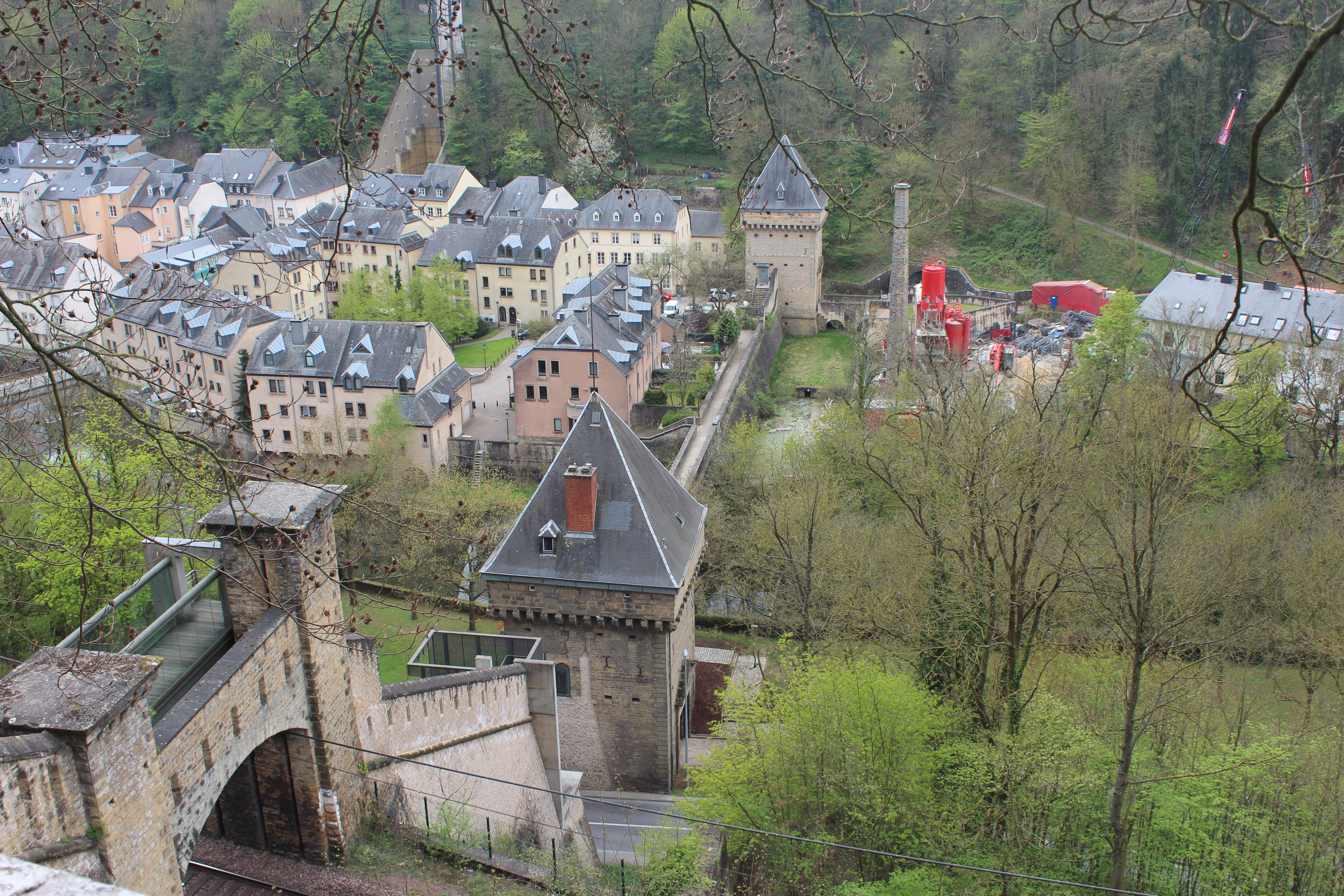
Die Vauban-Türme im Festungswerk

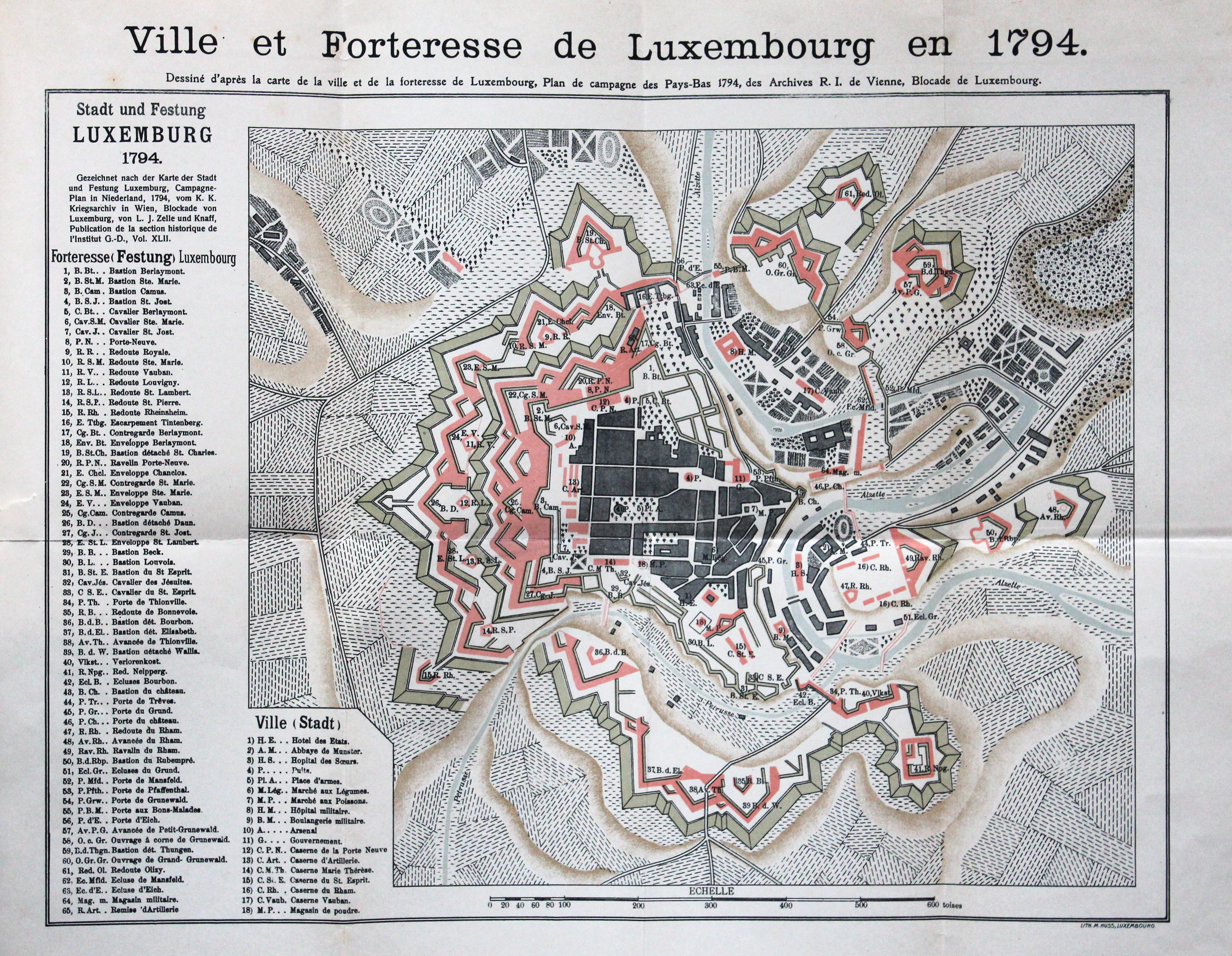
Festungsplan 1794, im Norden die beiden Vauban-Türme (im Plan als Nr. 55 und Nr. 56 bezeichnet)

Das Siechentor (luxemburgisch Sichepaart oder auch Siichepaart; franz.: Porte des Bons-Malades, Abk.: P.B.M.) war ein Torturm und Teil des ehemaligen Festungswerks der Festung Luxemburg. Das Tor steht am rechten Ufer der Alzette (von der Festung aus gesehen), im Norden der ehemaligen Festungsanlage und ist mit einer Brücke (Béinchen) mit dem Eichertor (lux.: Eecherpaart; franz.: Porte d’Eich, Abk.: P. d’E) verbunden.
Rechts neben dem Siechentor verläuft heute die Rue Saint-Mathieu (CR218).

## Name
Der Name der hier bestandenen und des bestehenden Tores rührt von dem im Norden vorgelagerten ehemaligen Siechenhof (luxemburgisch Sichenhaff, auch: Sichegronn, Seechengrund oder Val des Bons-Malades genannt) her. Der Siechenhof ist heute ein Teil des Stadtviertels Pfaffenthal (luxemburgisch Pafendall). Dieser Teil des Pfaffenthals, Siechenhof, beginnt am Siechentor und grenzt an den Stadtteil Eich. Bereits zuvor, vor Errichtung des Siechentores durch Vauban, bestanden hier mittelalterliche Tore mit Zugangsbeschränkungen zur Stadt Luxemburg. Eine Pforte „Bons malades“ wird erstmals in den Urkunden 1338 erwähnt. Die Pforte hatte im Laufe der Jahrhunderte verschiedene Bezeichnungen (Beispiele): Siecherludeporte (1444), Sicherporte (1472), Paffendaler Porten (1479), Sichenleuth Pfordt (1659), Porte des lépreux (1717).

## Erbauung und Funktion
Die beiden heute noch sichtbaren Tortürme und die Verbindungsmauer mit hölzernem Wehrgang wurde 1684/1685 nach Plänen von Sébastien Le Prestre de Vauban (Frankreich) gebaut, der zum Schutz einen Teil des Pfaffenthals in die Festung Luxemburg einbeziehen wollte. Deswegen werden diese beiden Tortürme auch als Vauban-Türme bezeichnet.
Das Siechentor regelte und überwachte nicht nur den Zugang zur Festung Luxemburg, sondern sollte auch verhindern, dass Soldaten aus der Festung desertierten.
Im ersten Stock des Siechentores befindet sich ein Raum, in dem ein Film über die Geschichte der Festung Luxemburg angesehen werden kann.

## UNESCO-Weltkulturerbe
Seit 1994 stehen das Béinchen und die Vauban-Türme zusammen mit den anderen Überresten der ehemaligen Festung Luxemburg auf der UNESCO-Liste des Weltkulturerbes.

## Film
- Vauban – Baumeister und Feldherr. Doku-Drama, Frankreich, Luxemburg, 2011, 85 Min., Buch und Regie: Pascal Cuissot, Produktion: arte France, Le Miroir, Mélusine, deutsche Erstsendung: 10. März 2012 bei arte, Film-Informationen von arte.